# Rivula dubiosa
Rivula dubiosa är en fjärilsart som beskrevs av William Schaus 1923. Rivula dubiosa ingår i släktet Rivula och familjen nattflyn. Inga underarter finns listade.